# Filip Fex
Filip Emanuel Fex, född 26 mars 1890 i Lerhamn, Brunnby församling, död 1 april 1969 i Lunds domkyrkoförsamling, var en svensk läkare. 
Fex, som var son till sjökapten Anders Fex, blev efter studentexamen i Helsingborg 1909 medicine kandidat vid Lunds universitet 1917 och medicine licentiat vid Karolinska institutet i Stockholm 1922. Han innehade olika läkarförordnanden 1918–1923, var andre stadsläkare i Söderhamns stad 1924–1930, förste stadsläkare där 1930–1947, provinsialläkare i Norrala distrikt 1947–1955, järnvägsläkare 1947–1955, skolläkare vid Söderhamns folkskolor 1923–1947 och vid stadens samrealskola (nuvarande Staffangymnasiet) 1934–1947. Han var även tjänsteläkare vid Televerket 1924–1955.
Han var bror till Johan Fex, gift med Tora Garm-Fex och var far till tvillingarna Hans och Jörgen, och Sören Fex.